# Pim Fortuyns lista
Pim Fortuyns lista (nederländska: Lijst Pim Fortuyn, LPF) var ett högerpolitiskt nederländskt parti, grundat 2002 av sociologiprofessorn Pim Fortuyn. Bland partiets åsikter fanns krav på minskad invandring, minskad statlig byråkrati och hårdare brottsbekämpning.
Efter att Fortuyn mördats 6 maj 2002, bara nio dagar före parlamentsvalet, beslutade man att ändå ställa upp i valet, men att vänta med att utse en ny ledare. Valet blev en stor framgång för partiet som blev näst största i parlamentet, med 26 platser av 150. Mat Herben valdes till ny partiledare. Man bildade en koalitionsregering med kristdemokratiska CDA och liberala VVD. Koalitionen varade dock bara 86 dagar innan den föll sönder till följd av interna konflikter i LPF. Efter nyvalet som följde fick LPF endast behålla 8 av sina platser i parlamentet. När man i valet 2006 misslyckades med att ta plats i parlamentet beslöt man att upplösa partiet, vilket gjordes från och med 1 januari 2008.